# Aušra Augustinavičiūtė
Aušra Augustinavičiūtė (Caunas, 4 de abril de 1927 - Vilnius, 19 de agosto de 2005) foi uma economista, socióloga e psicóloga lituana, autora de inúmeras teorias e descobertas científicas e fundadora da sociónica.

## Biografia
Aušra Augustinavičiūtė nasceu na Lituânia, não muito longe da cidade de Kaunas. Em 1956, formou-se em Economia na Faculdade de Economia da Universidade de Vilnius.
Trabalhou no Ministério das Finanças da República Socialista Soviética da Lituânia e, como professora de política económica em diferentes instituições educacionais em Vilnius. Tinha um grande número de seguidores em muitas repúblicas da União Soviética. Seus estudos, inicialmente de natureza estritamente econômica, diziam respeito à troca de informações entre indivíduos. Posteriormente, esses estudos foram integrados pela primeira vez em sociologia e mais tarde em psicologia.
As suas obras científicas, com poucas exceções, não foram publicadas durante o período soviético, mas tornaram-se mais populares durante a década de 1990. Augustinavičiūtė era um tipo psicológico ILE (intuitiva-lógica-extrovertida) segundo a classificação da sociónica, e tinha perfil ENTP segundo o tipo de classificação do Indicador Myers-Briggs (MTBI).